# Xã Dyer, Quận Crawford, Arkansas
Xã Dyer (tiếng Anh: Dyer Township) là một xã thuộc quận Crawford, tiểu bang Arkansas, Hoa Kỳ. Năm 2010, dân số của xã này là 2.002 người.